# Parajotus
Parajotus is een geslacht van spinnen uit de familie springspinnen (Salticidae).

## Soorten
De volgende soorten zijn bij het geslacht ingedeeld:
- Parajotus cinereus Wesolowska, 2004
- Parajotus obscurofemoratus Peckham & Peckham, 1903
- Parajotus refulgens Wesolowska, 2000